# Trenz
Trenz je priimek v Sloveniji in tujini. Po podatkih Statističnega urada Republike Slovenije je na dan 1. januarja 2011 v Slovenji uporabljalo ta priimek 7 oseb.  

## Znani slovenski nosilci priimka
- Alfred Trenz (1916—2004), veterinar, hipolog?, poularizator konjskih dirk v Šentjerneju
- Anton Feliks Trenz (1802—1882), graščak, Prešernov prijatelj
- Franc Trenz (1851—1921), pravnik
- Janez Trenz (1914—2005), arhitekt in urbanist
- Marija Kessler (r. Trenz/Trenc) (1860—1939), salonska dama

## Znani tuji nosilci priimka
- Manfred Trenz, nemški izumitelj